# Phyllanthus tangoensis
Phyllanthus tangoensis är en emblikaväxtart som beskrevs av Maurice Schmid. Phyllanthus tangoensis ingår i släktet Phyllanthus och familjen emblikaväxter. Inga underarter finns listade i Catalogue of Life.